# Gridley (Illinois)
Gridley es una villa ubicada en el condado de McLean en el estado estadounidense de Illinois. En el Censo de 2010 tenía una población de 1432 habitantes y una densidad poblacional de 448,05 personas por km².

## Geografía
Gridley se encuentra ubicada en las coordenadas 40°44′38″N 88°52′50″O / 40.74389, -88.88056. Según la Oficina del Censo de los Estados Unidos, Gridley tiene una superficie total de 3.2 km², de la cual 3.2 km² corresponden a tierra firme y (0%) 0 km² es agua.

## Demografía
Según el censo de 2010, había 1432 personas residiendo en Gridley. La densidad de población era de 448,05 hab./km². De los 1432 habitantes, Gridley estaba compuesto por el 97.49% blancos, el 0.7% eran afroamericanos, el 0.21% eran amerindios, el 0.28% eran asiáticos, el 0% eran isleños del Pacífico, el 0.42% eran de otras razas y el 0.91% pertenecían a dos o más razas. Del total de la población el 1.47% eran hispanos o latinos de cualquier raza.